# Swaady Martin
Swaady Martin es una empresaria franca-marfileña. Alta ejecutiva de General Electric, dejó la multinacional para fundar la marca de lujo Yswara.

## Biografía
Nacida en Costa de Marfil, de madre de origen francés, marfileño y guineano y padre estadounidense, pasó los primeros años de su vida en Liberia, que sus padres abandonaron cuando ella tenía tres años para establecerse en Senegal. Sus padres se separaron, ella regresó a Costa de Marfil con su hermano y su madre, que entonces trabajaba para el Banco Africano de Desarrollo. Estudió en Londres y luego en una escuela de negocios en Suiza. Obtuvo un MBA, impartido conjuntamente por la Escuela de Economía de Londres, la Escuela de Negocios Stern de la Universidad de Nueva York y HEC Paris (llamado TRIUM Global Executive MBA). Luego se incorporó a la consultora Accenture durante un año, luego a General Electric en Estados Unidos y, a partir de 2005, en África. Trabajó durante 11 años en General Electric, durante los cuales fue directora de GE Transportation para África subsahariana y directora general de GE Technologies en Sudáfrica hasta 2010. Luego dejó GE y reanudó sus estudios durante los cuales estudia el caso. de la firma de lujo Louis Vuitton.
A finales de 2012, fundó la marca africana de lujo Yswara, que produce tés, pero también chocolate y joyas artesanales: "Quería iniciar una marca de lujo que sea verdaderamente africana en sus orígenes, su naturaleza y su tradición. Todos nuestros materiales provienen de África y están hechos localmente por artesanos que combinan conocimiento tradicional y diseño moderno (...) Lo llamamos Luxe Ubuntu porque crea riqueza para la sociedad africana." En 2012, Forbes la consideró una de las 20 jóvenes africanas más influyentes. Los tés proceden de plantaciones aisladas que practican la agricultura ecológica en pequeñas parcelas en diferentes países del continente. Llevan nombres que evocan a diosas africanas o leyendas del continente africano. La empresa tuvo inicialmente problemas para encontrar financiación antes de despegar. Una vez superadas estas dificultades, ella misma apoya el desarrollo de actividades, señalando que "los financiadores que se negaron a ayudarme al principio son hoy socios de jóvenes empresarios a los que yo misma ayudo".
Paralelamente a Ysawara, radicada en Sudáfrica, está desarrollando una actividad de tutoría ShiftWithin.Me y escribiendo una colección de libros para niños, Malaika and the Angelo.